# 北海商科大学の人物一覧
北海商科大学の人物一覧（ほっかいしょうかだいがくのじんぶついちらん）は、北海商科大学（改名前の北海学園北見大学を含む）に関係する人物の一覧記事。

## 歴代学長
北海学園北見大学
- 高倉新一郎　-　初代（1977年 ‐ 1986年）
- 桃野作次郎　-　第2代（1986年 ‐ 1991年）
- 森本正夫　　-　第3代（1991年 ‐ 2006年）

北海商科大学
- 森本正夫　-　初代（2006年 ‐ 2021年）
- 伊藤昭男　-　第2代（2022年 ‐ 2023年）
- 堂徳将人　-　第3代（2023年 ‐ ）

## 著名な教職員
- 島津望 - 商学研究科教授
- 水野俊平 - 商学部商学科教授
- 伊藤昭男 - 商学部観光産業学科教授
- 佐藤博樹 - 商学部観光産業学科教授

## 元教職員
- 阿部秀明 - 経営学者
- 西川博史 - 経済学者
- 高橋はるみ - 参議院議員
- 田村亨　-　工学者
- 松本益弘 - 観光産業経営学者

## OG・OB
- 加藤由紀子 - 観光学
- 佐藤博樹 - 環境経済学、農業経済学
- 佐野英利 - 大阪府岸和田市長
- 佃咲江 - 自転車競技北京オリンピック日本代表選手
- 敦賀信人 - カーリング長野オリンピック日本代表選手
- 船橋利実 - 参議院議員、元衆議院議員、元財務大臣政務官、元北海道議会議員、元北見市議会議員
- 文字一志 - 北海道倶知安町長
- 猫宮一久 - アークス (北海道の企業)社長
- 高橋洋一 - 高橋グループ社長
- 前田康仁 - トリトン社長